# Episodi di Sons of Anarchy (quinta stagione)
La quinta stagione della serie televisiva Sons of Anarchy, composta da 13 episodi, è stata trasmessa negli Stati Uniti dall'emittente via cavo FX a partire dall'11 settembre al 4 dicembre 2012.
In Italia, la stagione è andata in onda in prima visione sul canale satellitare Fox dal 9 dicembre 2013 all'11 marzo 2014.
| nº | Titolo originale  | Titolo italiano     | Prima TV USA      | Prima TV Italia  |
| -- | ----------------- | ------------------- | ----------------- | ---------------- |
| 1  | Sovereign         | Sovrano             | 11 settembre 2012 | 9 dicembre 2013  |
| 2  | Authority Vested  | Passaggio di poteri | 18 settembre 2012 | 16 dicembre 2013 |
| 3  | Laying Pipe       | Patti segreti       | 25 settembre 2012 | 23 dicembre 2013 |
| 4  | Stolen Huffy      | Nuove alleanze      | 2 ottobre 2012    | 30 dicembre 2013 |
| 5  | Orca Shrugged     | Il ricatto          | 9 ottobre 2012    | 13 gennaio 2014  |
| 6  | Small World       | Alzare la posta     | 16 ottobre 2012   | 20 gennaio 2014  |
| 7  | Toad's Wild Ride  | Colpo di coda       | 23 ottobre 2012   | 27 gennaio 2014  |
| 8  | Ablation          | Il mandante         | 30 ottobre 2012   | 3 febbraio 2014  |
| 9  | Andare Pescare    | Andare a pesca      | 6 novembre 2012   | 11 febbraio 2014 |
| 10 | Crucifixed        | Tradimenti          | 13 novembre 2012  | 18 febbraio 2014 |
| 11 | To Thine Own Self | Fedeli a sé stessi  | 20 novembre 2012  | 25 febbraio 2014 |
| 12 | Darthy            | Il lato oscuro      | 27 novembre 2012  | 4 marzo 2014     |
| 13 | J'ai Obtenu Cette | L'esecuzione        | 4 dicembre 2012   | 11 marzo 2014    |